# Hummel-Ragwurz
Die Hummel-Ragwurz (Ophrys holoserica) ist eine Pflanzenart aus der Gattung der Ragwurzen (Ophrys) innerhalb der Familie der Orchideen (Orchidaceae).

## Beschreibung und Ökologie

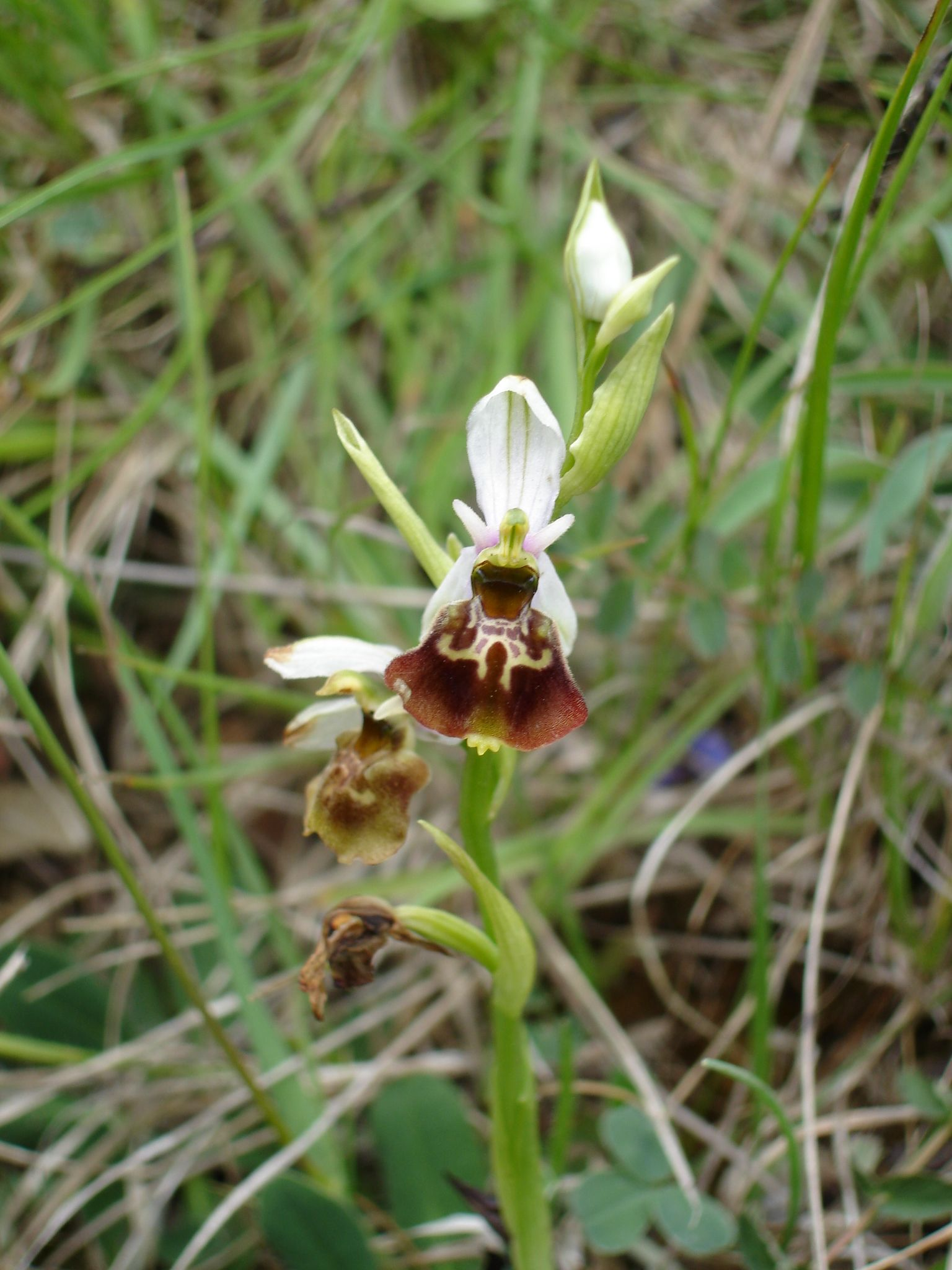
Hummel-Ragwurz vom Koppelstein bei Lahnstein

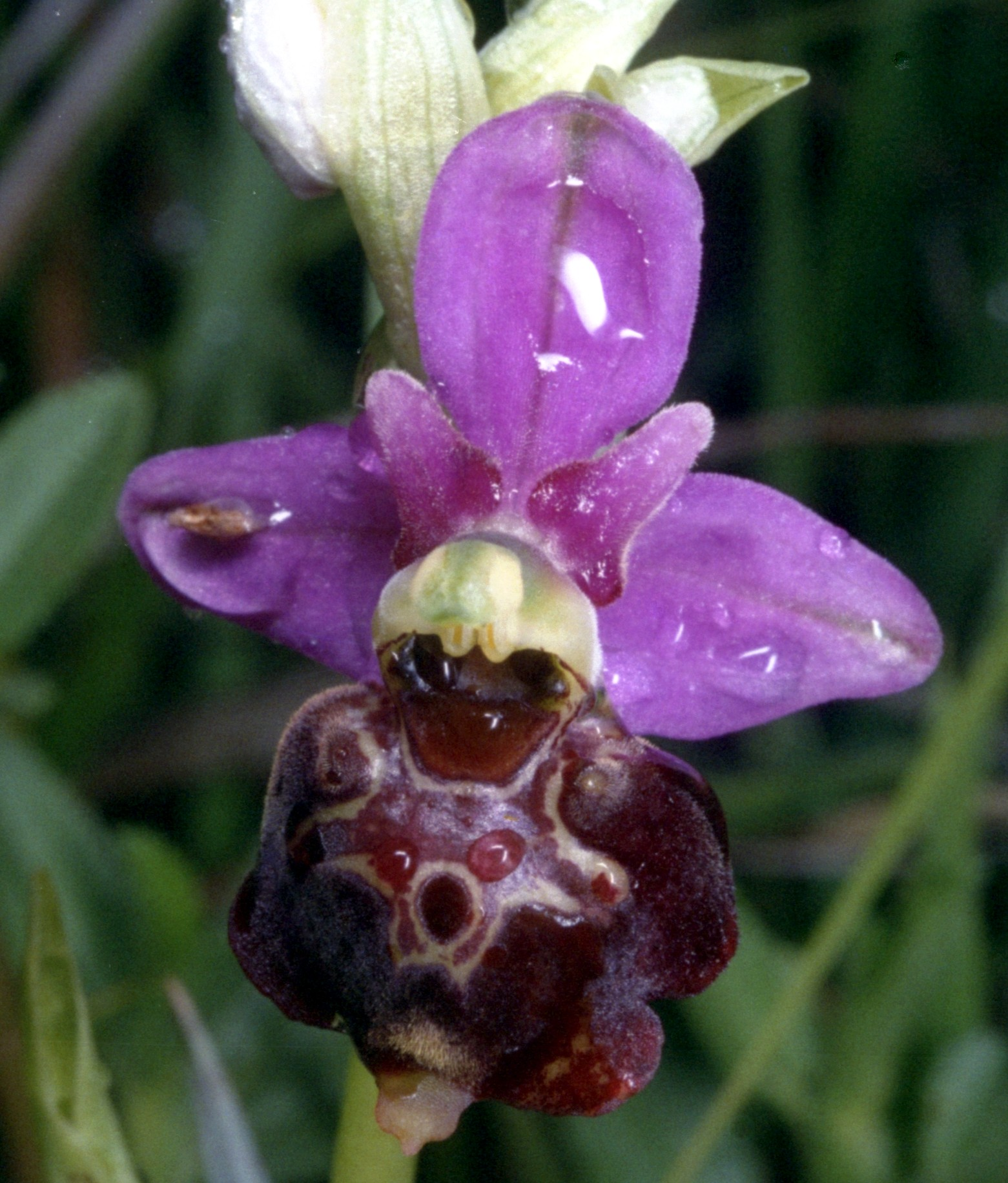
Blüte im Detail

### Vegetative Merkmale
Die Hummel-Ragwurz ist eine schlanke, jedoch kräftig wachsende ausdauernde krautige Pflanze, die 10 bis 90 Zentimeter hoch wird. Die vier bis sieben grundständigen, blaugrünen Laubblätter sind bei einer Länge von 4 bis 10 Zentimetern und einer Breite von 1 bis 2,5 Zentimetern lanzettlich.

### Blütenstand und Blüte
Der locker aufgebaute Blütenstand enthält zwei bis zehn Blüten. Die zwittrige Blüte ist zygomorph und dreizählig. Die Blüten sind in der Färbung und besonders in der Zeichnung variabel. Die eiförmigen Kelchblätter (Sepalen) sind etwa 10 bis 14 mm lang, spreizend bis etwas rückwärts gerichtet und meist rosa, selten heller. Die rosafarbenen bis roten Kronblätter (Petalen) sind kurz, etwa 3 bis 6 mm lang. Die trapezförmige Lippe ist ausgebreitet 8 bis 12 mm lang und 12 bis 18 mm breit, dunkelbraun, gehöckert, am Rand behaart und mit großem aufgebogenen Anhängsel. Es ist ein sehr reich gegliedertes Mal vorhanden in weinroten bis grauvioletten sowie bräunlichen bis gelbgrünen Tönen, das bräunliche Basalfeld umrahmend. Das Säulchen ist stumpf geschnäbelt, mit roten Staminodialpunkten im Narbenbereich.
Wichtigster Bestäuber der Art ist die Bienenart Eucera longicornis, deren Sexuallockstoff (Insektenpheromone) die Blüte nachahmt, die außerdem einige optische und taktile Schlüsselreize kopiert. Die Bienenmännchen versuchen mit der Blüte zu kopulieren (Pseudokopulation) und bekommen dabei ein Pollenpaket angeheftet. Andere Insekten werden gelegentlich angelockt, spielen aber bei der Bestäubung nur eine geringe Rolle. Darunter ist auch eine Käferart, der Gartenlaubkäfer.

### Blütezeit
Die Blütezeit reicht von Mai bis Juni. Im Mittelmeerraum erscheint sie entsprechend früher.

### Chromosomenzahl
Die Chromosomenzahl beträgt 2n = 36.

## Vorkommen

### Standort und Soziologie

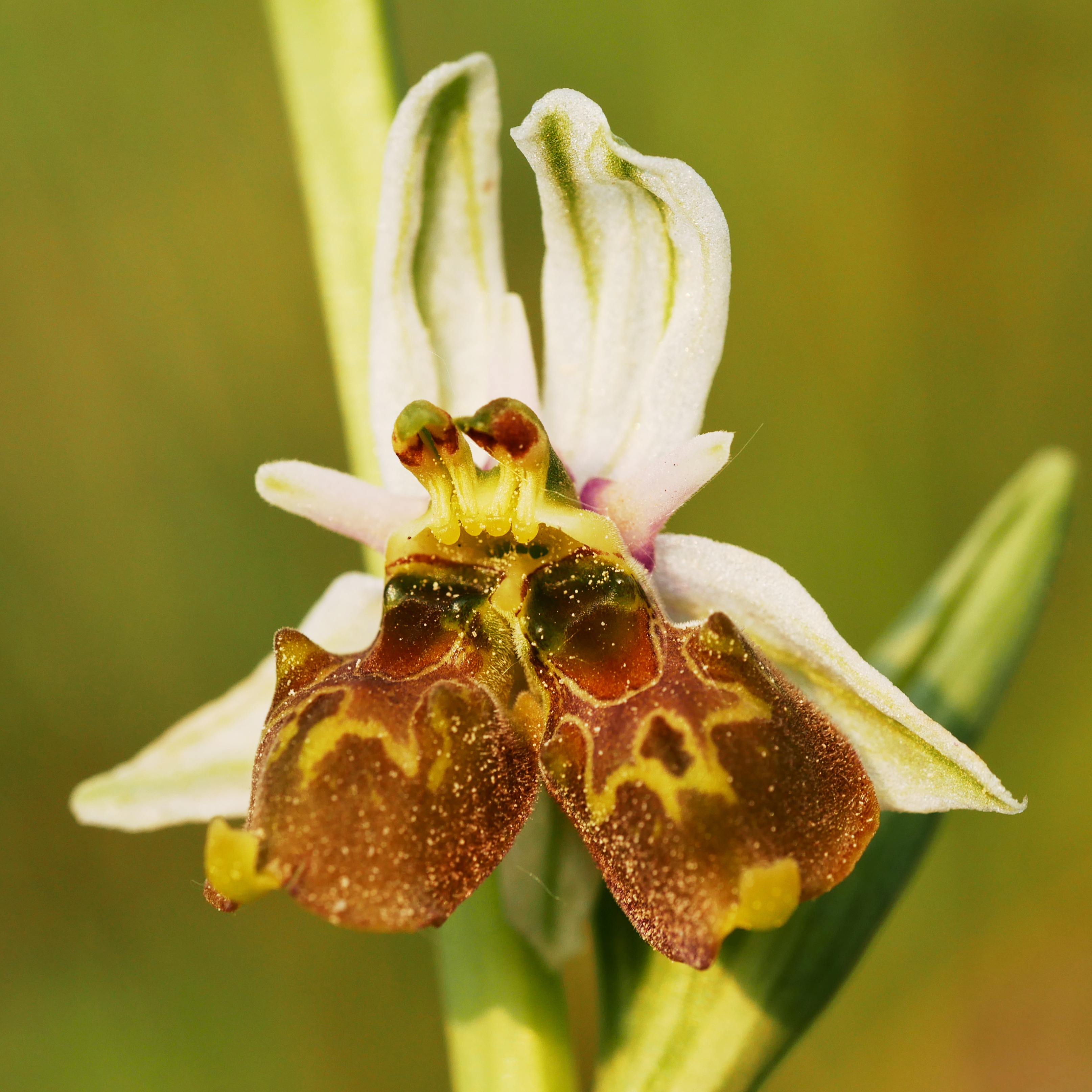
Mutation mit Doppelblüte im Naturschutzgebiet Langheck bei Nittel

Magerwiesen, Halbtrockenrasen, auf buschigen Hängen und in lichten Kiefernwäldern. Auf mäßig trockenen Böden, stets auf kalkhaltigen Böden. Die Hummel-Ragwurz ist eine Charakterart des Verbands Mesobromion, kommt aber auch in trockenen Gesellschaften des Verbands Molinion vor. Nach Baumann und Künkele hat die Art in den Alpenländern folgende Höhengrenzen: Deutschland 80–900 Meter, Frankreich 0–1280 Meter, Schweiz 240–1350 Meter, Österreich 150–650 Meter, Italien 5–1425 Meter, Slowenien 20–680 Meter. In Europa liegen die Höhengrenzen zwischen 0 und 1450 Meter. In der Türkei steigt die Art bis 1550 Meter auf.

### Verbreitung
Europa (mediterran, submediterran, nördlich bis ins südliche England, West- und Mitteldeutschland, Nordbayern, südöstliche Österreich). In Europa kommt die Art in Frankreich, Großbritannien, Deutschland, Belgien, den Niederlanden, in der Schweiz, Österreich, Italien, im früheren Jugoslawien, in der früheren Tschechoslowakei, Ungarn, Rumänien, Albanien, Griechenland und in der Türkei vor. Außerhalb Europas hat sie Vorkommen im asiatischen Teil der Türkei, im Gebiet von Syrien, Libanon, Israel und Jordanien, in Zypern und Libyen.

## Systematik
Die Erstveröffentlichung erfolgte 1770 unter dem Namen (Basionym) Orchis holoserica Burm. f. durch Nicolaas Laurens Burman in Nova Acta Physico-Medica Academiae Caesareae Leopoldino-Carolinae Naturae Curiosorum Exhibentia Ephemerides sive Observationes Historias et Experimenta ... Band 4 (Appendix). S. 237. Synonyme für Ophrys holoserica (Burm. f.) Greut. sind: Ophrys fuciflora (F.W.Schmidt) Moench und Ophrys arachnites Lam.
Ophrys: von gr. ophrys = Augenbraue; holoserica: von lat. holosericus = dicht seidenhaarig.
Je nach Autor gibt es Unterarten und Varietäten, keine davon ist vom internationalen Gemeinschaftsprogramm bei den Royal Botanic Gardens WCSP akzeptiert:
- Andros-Ragwurz (Ophrys holoserica subsp. andria (P.Delforge) Faurh.; Syn.: Ophrys fuciflora subsp. andria (P.Delforge) Faurh.): Sie kommt in der Ägäis vor. Als Bestäuber wurde Eucera nigrescens beobachtet.[7]
- Apulische Hummel-Ragwurz (Ophrys holoserica subsp. apulica (O.Danesch & E.Danesch) Buttler; Syn.: Ophrys fuciflora subsp. apulica O.Danesch & E.Danesch): Sie kommt im südlichen und östlichen Italien und im südlichen Sizilien vor. Als Bestäuber wurde Tetralonia berlandi beobachtet.[7]
- Bianca-Ragwurz (Ophrys holoserica subsp. biancae (Tod.) Faurh. & H.A.Pedersen,Syn.: Ophrys fuciflora subsp. biancae (Tod.) Faurh., Ophrys oxyrrhynchos subsp. biancae (Tod.) Galesi, Cristaudo & Maugeri): Sie kommt in Sizilien vor. Als Bestäuber wurde Eucera euroa beobachtet.[7]
- Bornmüllers Ragwurz (Ophrys holoserica subsp. bornmuelleri (M.Schulze) H.Sund., Syn.: Ophrys fuciflora subsp. bornmuelleri (M.Schulze) B.Willing & E.Willing, Ophrys bornmuelleri M.Schulze): Sie kommt vom östlichen Mittelmeerraum bis zum nördlichen Irak vor. Als Bestäuber wurde Eucera penicillata beobachtet.[7]
- Weißglanz-Ragwurz (Ophrys holoserica subsp. candica (E.Nelson ex Soó) Renz & Taubenheim, Syn.: Ophrys fuciflora subsp. candica E.Nelson ex Soó, Ophrys candica (E.Nelson ex Soó) H.Baumann & Künkele): Sie kommt von Sizilien bis zur südwestlichen Türkei vor.[7]
- Chestermans Ragwurz (Ophrys holoserica subsp. chestermanii J.J.Wood, Syn.: Ophrys fuciflora subsp. chestermanii (J.J.Wood) H.Blatt & W.Wirth, Ophrys chestermanii (J.J.Wood) Gölz & H.R.Reinhard): Sie kommt im südlichen Sardinien vor. Als Bestäuber wurde Psithyrus vestalis beobachtet.[7]
- Hohe Hummel-Ragwurz (Ophrys holoserica subsp. elatior (Paulus) H.Baumann & Künkele, Syn.: Ophrys fuciflora subsp. elatior (Paulus) R.Engel & P.Quentin): Sie kommt von Süddeutschland bis Istrien vor. In Süddeutschland wurde sie am Oberrhein zwischen Strasbourg und Basel beobachtet.[1] Wird von manchen Autoren auch als eigenständige Art angesehen: Ophrys elatior Paulus. Nach Baumann und Künkele hat die Unterart in den Alpenländern folgende Höhengrenzen: Deutschland 160–240 Meter, Frankreich 146–240 Meter.[2] Insgesamt kommt die Sippe in Höhengrenzen zwischen 140 und 750 Metern vor.[7] Ihre Blütezeit ist Anfang Juli bis Ende August.[2] Bestäuber ist die  Blutweiderich-Langhornbiene Tetraloniella salicariae. Sowohl der Bestäuber wie die Hohe Hummel-Ragwurz sind stark gefährdet.[2]
- Ophrys holoserica subsp. grandiflora (H.Fleischm. & Soó) Faurh. (Syn.: Ophrys fuciflora subsp. grandiflora (H.Fleischm. & Soó) Faurh.): Sie kommt in der südlichen Türkei und auf Zypern vor.
- Hummel-Ragwurz (Ophrys holoserica subsp. holoserica): Die ökologischen Zeigerwerte nach Landolt et al. 2010 sind in der Schweiz für diese Unterart: Feuchtezahl F = 2w+ (mäßig trocken eber stark wechselnd), Lichtzahl L = 4 (hell), Reaktionszahl R = 5 (basisch), Temperaturzahl T = 4+ (warm-kollin), Nährstoffzahl N = 2 (nährstoffarm), Kontinentalitätszahl K = 3 (subozeanisch bis subkontinental).[8] Nach Baumann und Künkele (1998) hat diese Unterart in den Alpenländern folgende Höhengrenzen: Deutschland 80–900 Meter, Frankreich 0–1280 Meter, Schweiz 240–1350 Meter, Österreich 150–650 Meter, Italien 5–1425 Meter, Slowenien 20–680 Meter.[2] In Europa steigt die Unterart bis 1425 Meter Meereshöhe auf, in der Türkei bis 1550 Meter.[2]
- Lacaitas Ragwurz (Ophrys holoserica subsp. lacaitae (Lojac.) W.Rossi, Syn.: Ophrys fuciflora subsp. lacaitae (Lojac.) Soó, Ophrys lacaitae Lojac.): Sie kommt von Kroatien und Italien bis Malta vor. Als Bestäuber wurde Eucera eucnemidea beobachtet.[7]

Weitere Unterarten (noch unter dem Namen Ophrys fuciflora) sind:
- Ophrys fuciflora subsp. oblita (Kreutz, Gügel & W.Hahn) Faurh., H.A.Pedersen & S.G.Christ., Ophrys oblita Kreutz, Gügel & W.Hahn: Sie kommt vom südlichen Griechenland bis Israel vor.
- Schnabel-Ragwurz (Ophrys holoserica subsp. oxyrrhynchos (Tod.) H.Sund., Syn.: Ophrys fuciflora subsp. oxyrrhynchos (Tod.) Soó, Ophrys oxyrrhynchos Tod.): Sie kommt in Süditalien und Sizilien vor.
- Ophrys fuciflora subsp. pallidiconi Faurh.: Sie kommt in der Türkei vor.
- Kleingefleckte Ragwurz (Ophrys holoserica subsp. parvimaculata (O.Danesch & E.Danesch) O.Danesch & E.Danesch, Syn.: Ophrys fuciflora subsp. parvimaculata O.Danesch & E.Danesch): Sie kommt im südlichen Italien vor. Als Bestäuber wurde Eucera nigrescens beobachtet.[7]
- Ophrys fuciflora var. ziyaretiana (Kreutz & Ruedi Peter) Faurh. & H.A.Pedersen: Sie kommt von der südlichen Türkei bis ins nördliche Israel vor.

## Naturschutz und Gefährdung
Die Hummel-Ragwurz ist in Deutschland durch die BArtSchV besonders geschützt.
Aufgrund ihrer relativen Seltenheit ist die Art in Deutschland gefährdet. Größere Vorkommen existieren in Baden-Württemberg (Oberrhein, Alb) und in Rheinland-Pfalz / Saarland (Eifel/Mosel). Insgesamt konnte in den letzten Jahren in Süddeutschland aber eine deutliche Ausbreitung der Art beobachtet werden; sie galt zum Beispiel in Nordbayern und Hessen als ausgestorben, wurde aber neuerdings wiedergefunden.
Auch im Havelland/Stadtgrenze Berlin-Spandau sind sie vorhanden.